# Young Dumb Thrills
Young Dumb Thrills è il sesto album in studio del gruppo musicale britannico McFly, pubblicato nel 2020.

## Tracce
1. Happiness – 3:14
2. Another Song About Love – 2:59
3. You're Not Special – 3:25
4. Head Up – 3:46
5. Tonight Is the Night – 3:56
6. Young Dumb Thrills (featuring Rat Boy) – 4:10
7. Growing Up (featuring Mark Hoppus) – 2:48
8. Mad About You – 4:54
9. Sink or Sing – 3:31
10. Like I Can – 3:01
11. Wild and Young – 3:56
12. Not the End – 5:25